# Mestres Churrasqueiros
Mestres Churrasqueiros (em inglês: BBQ Pitmasters) é um reality de TV americano sobre churrasco, no qual os participantes competem por dinheiro e prêmios.
A série estreou pela primeira vez no TLC em 3 de dezembro de 2009. Os oito episódios da primeira temporada foram filmados em um formato docu-reality, seguindo várias equipes de churrasqueiros concorrendo em todo o país em diversos concursos de churrasco.
A segunda temporada estreou no dia 12 de agosto, 2010 às 10 p.m. com um jogo completamente novo em um formato baseado em show. A cada semana, quatro equipes competiam umas contra as outras. Os desafios incluíam proteína comum e as mais exóticas carnes. Os vencedores semanais se enfrentavam no final da segunda temporada, onde disputavam por um prêmio de US$100.000, e a Kingsford Cup. Os jurados da segunda temporada foram Myron Mixon, Art Smith, e Warren Sapp. E Kevin Roberts de anfitrião.
Em 29 de janeiro de 2012, Myron Mixon confirmou em seu Facebook para Jack's Old South que as filmagens da 3ª Temporada iriam começar em Março. Em 4 de abril de 2012, foi anunciado que a terceira temporada iria ao ar no Destination America, que é uma versão rebatizada do Planet Green Channel que foi lançado em 26 de Maio de 2012.
Em 26 de Maio de 2014, a Destination America estreou uma preview de sua nova série de TV chamada BBQ Pit Wars. O primeiro episódio foi ao ar em 31 de Maio de 2014. Este novo reality show usa o velho formato docu-reality de Mestres Churrasqueiros 1ª temporada (muitos espectadores tinham manifestado a sua preferência por este formato no site do canal), em que Myron Mixon é um dos competidores, ao invés de um dos jurados. Junto com o Stump McDowell do Stump’s BBQ, Moe Cason da Ponderosa BBQ, e Michael Character do Character BBQ, as quatro equipes competiam nos campeonatos regionais de churrasco em todo o país, a fim de obter os prêmios e poder gabar-se de serem chamadas de mestres do churrasco.

## Temporadas
| Temporada | Episódios | Estréia Da Temporada   | Final De Temporada     |
| --------- | --------- | ---------------------- | ---------------------- |
| 1         | 8         | 3 de dezembro de 2009  | 4 de fevereiro de 2010 |
| 2         | 6         | 12 de agosto de 2010   | 23 de setembro de 2010 |
| 3         | 6         | 30 de maio de 2012     | 1 de julho de 2012     |
| 4         | 7         | 16 de dezembro de 2012 | 20 de janeiro de 2013  |
| 5         | 13        | 2 de junho de 2013     | 25 de agosto de 2013   |
| 6         | 9         | 12 de abril de 2014    | 14 de junho de 2014    |
| 7         | 9         | 25 de maio de 2015     | 16 de julho de 2015    |